# Silene atlantica
Silene atlantica är en nejlikväxtart som beskrevs av Cosson och Durieu. Silene atlantica ingår i släktet glimmar, och familjen nejlikväxter. Inga underarter finns listade i Catalogue of Life.